# Raimund Janitschek
Raimund Janitschek (* 4. November 1893 in Wien; † 21. Mai 1953 in München) war ein österreichischer Schauspieler, Bühnenregisseur und -dramaturg.

## Leben und Wirken
Janitschek erhielt knapp 20-jährig im heimatlichen Wien seine Bühnenausbildung dank eines Stipendiums des Burgtheaters. Sein erstes Engagement führte ihn noch vor Ausbruch des Ersten Weltkriegs nach Frankfurt am Main. Während des Kriegs eingezogen und an die Ostfront entsandt, geriet Janitschek in russische Gefangenschaft. Hier erlernte er auch ein wenig die russische Sprache. Nach dem Krieg kam er in den Jahren 1922 bis 1924 erstmals an das Staatstheater München, das seine wichtigste Wirkungsstätte werden sollte. An Münchens Residenztheater sah man Raimund Janitschek u. a. in der Uraufführung von Bertolt Brechts Drama Im Dickicht der Städte unter der Regie von Erich Engel.
Weitere Bühnenstationen waren in der Spielzeit 1924/25 das Hamburger Schauspielhaus, 1925/26 das National-Theater Mannheim und von 1927 bis 1930 die Städtischen Theater von Oberhausen. Hier durfte er auch erstmals als Regisseur und Dramaturg arbeiten. Als Redakteur übernahm Janitschek an diesem Ort 1929/1930 auch die Schriftleitung der hauseigenen Monatszeitschrift Die Brücke. Ebenfalls 1930 trat Raimund Janitschek auch erstmals vor die Kamera und erhielt mit dem Einbrecher Otto Kuttlapp in der Komödie Der Mann, der seinen Mörder sucht als Spielpartner von Heinz Rühmann eine tragende Rolle. Sein zweiter und zugleich letzter Film Im Bann des Eulenspiegels bescherte ihm 1932 jedoch nur eine kleine Nebenrolle als Gefängnisausbrecher.
Noch im selben Jahr folgte Janitschek einer Verpflichtung als Schauspieler an das Deutsche Theater in Prag. Nachdem der Vertrag 1934 ausgelaufen war und er keine Verlängerung hatte erreichen können, ging Janitschek für die Spielzeit 1934/35 als Regisseur an das kleine deutschsprachige Theater im südpolnischen Bielitz. Bald darauf wurde er von den mittlerweile an die Macht gekommenen Nationalsozialisten in Deutschland sowohl aus der Reichstheater- als auch aus der Reichsfilmkammer ausgeschlossen und somit jedweder künstlerischer Betätigung im Reich beraubt. Janitschek kehrte daraufhin nach Österreich heim. Seine letzte nachweisbare Aktivität bis Kriegsende 1945 wurde die eines Regisseurs und Schauspielers am Stadttheater von Innsbruck in der Spielzeit 1935/36.
Welcher Tätigkeit er während des Anschluss Österreichs nachging, ist derzeit nicht bekannt. Kurz nach Kriegsende holte ihn Regie- und Schauspielkollege Paul Verhoeven zurück an die mittlerweile von ihm geleiteten Bayerischen Staatstheater. Dort blieb Janitschek bis zuletzt, auch unter der Leitung des neuen Intendanten Alois Johannes Lippl. Noch keine 60 Jahre alt starb Raimund Janitschek in der bayerischen Landeshauptstadt.

## Filmografie (komplett)
- 1931: Der Mann, der seinen Mörder sucht
- 1932: Im Bann des Eulenspiegels